# Hülben
Hülben település Németországban, azon belül Baden-Württembergben. Lakosainak száma 3171 fő (2023. december 31.). Hülben Erkenbrechtsweiler, Grabenstetten, Bad Urach és Dettingen an der Erms községekkel határos.

## Népesség
A település népessége az elmúlt években az alábbi módon változott:
| Lakosok száma | 2576 | 2680 | 2677 | 2587 | 2623 | 2897 | 2936 | 2876 | 2841 | 3171 |
|               | 1961 | 1967 | 1974 | 1980 | 1987 | 1993 | 2000 | 2006 | 2013 | 2023 |